# Günəşli (Saatlı)
Günəşli è un comune dell'Azerbaigian situato nel distretto di Saatlı. 